# Praia das Conchas (ilha de São Tomé)
A Praia das Conchas é uma praia do Arquipélago de São Tomé e Príncipe, localiza-se a Norte da ilha de São Tomé entre a Praia dos Tamarinos e a Praia Guegue, próxima à foz do Rio Água Casi.